# Синельщикова Марина Миколаївна
Марина Миколаївна Синельщикова (до шлюбу Знак; нар. 17 травня 1961; Східний Берлін, НДР) — радянська та білоруська веслувальниця, бронзова призерка Олімпійських ігор 1996 року, чотириразова чемпіонка світу, призерка чемпіонатів світу. Заслужений майстер спорту Республіки Білорусь з академічного веслування.

## Біографія
Марина Знак народилася 17 травня 1961 року в Східному Берліні. Академічним веслуванням почала займатися з дитинства. Підготовку проходила у мінському спортивному товаристві «Динамо».
Виступаючи за збірну СРСР у 1985 році добилася першого серйозного успіху. Знак стала чемпіонкою світу в перегонах розпашних човнів-вісімок з рульовою. Наступного року зуміла захистити титул чемпіонки світу, а у 1987 році стала бронзовою призеркою чемпіонату світу. Вдалі виступи дозволили спортсменці пробитися до складу збірної СРСР на Олімпійські ігри 1988 року. Екіпаж спортсменки був у числі претендентів на п'єдестал, але у фіналі посів прикре четверте місце, поступившись збірним Німеччини, Румінії та Китаю. Протягом наступного олімпійського циклу спортсменка зуміла стати срібною призеркою 1991 року, також виступаючи в складі вісімки. Марині Знак вдалося виступити в складі Об'єднаної команди на Олімпійські ігри 1992 року. Там вона знову посіла четверте місце в перегонах розпашних човнів-вісімок.
Після остаточного розпаду Радянського Союзу почала виступати за збірну Білорусі. Вона брала участь в перегонах човнів-вісімок та безрульних човнів-четвірок. У 1995 році вона виграла свою першу медаль чемпіонатів світу в складі Білорусі, ставши бронзовою призеркою в човнах-четвірках. Будучи одним із лідерів команди, Знак представила Білорусь на Олімпійських іграх 1996 року, що проходили в Атланті. Спортсменка знову виступила у складі розпашного екіпажу-вісімки. Окрім неї, учасниками екіпажу були: Олена Микулич, Тамара Самохвалова, Наталія Волчек, Наталія Стасюк, Валентина Скрабатун, Наталія Лавриненко, Олександра Панкіна та рульова Ярослава Павлович. У фіналі цей екіпаж поступився збірним Румунії та Канади, ставши бронзовими призерами.
Протягом наступних чотирьох років Знак дуже успішно виступала в розпашних четвірках. У 1999 році вона стала чемпіонкою світу, а у 2000 році захистила цей титул. На своїх останніх Олімпійських іграх у 2000 році втретє в кар'єрі, на таких змаганнях, зайняла четверте місце в перегонах човнів-вісімок. Протягом деякого часу після цього ще продовжувала тренуватися, але згодом вирішила завершити кар'єру.
У 1989 році закінчила Білоруський державний університет фізичної культури. Одружена зі своїм тренером Володимиром Синельщиковим.

## Виступи на Олімпіадах
| Олімпіада      | Дисципліна | Місце |
| -------------- | ---------- | ----- |
| Сеул 1988      | вісімки    | 4     |
| Барселона 1992 | вісімки    | 4     |
| Атланта 1996   | вісімки    | 3     |
| Сідней 2000    | вісімки    | 4     |